# Юсупов, Марат Миратович
Юсу́пов Мара́т Мира́тович (род. 12 февраля 1956, Альметьевск, Татарская АССР) — российский и французский молекулярный биолог, специалист в области кристаллографии рибосом. Член Французской академии наук (2024). Доктор химических наук (2021).

## Биография
М. М. Юсупов родился 12 февраля 1956 года в городе Альметьевск Татарской АССР.
В 1973 году окончил среднюю школу в городе Лениногорск Татарской АССР.
В 1973 году поступил на биолого-почвенный факультет Казанского государственного университета им. В. И. Ульянова-Ленина и закончил его в 1978 году. Во время учёбы работал в лаборатории генетики микроорганизмов, где освоил навыки лабораторной работы с микробами и химическими мутагенами. После окончания университета работал несколько месяцев стажером-исследователем о тдела биохимии и цитохимии Башкирского филиала Академии наук СССР в городе Уфа.
Был направлен на целевую стажировку, а затем в аспирантуру в Институт белка АН СССР в городе Пущино. На стажировке работал в группе Зураба Валерьяновича Гогия по выделению и очистке рибосомных белков для биофизических исследований. В аспирантуре участвовал совместно с лабораторией Александра Владимировича Шишкова из Института химической физики АН СССР в разработке приложения метода тритиевой бомбардировки для исследования поверхности макромолекул.
После окончания аспирантуры в 1983 году был зачислен в штат Институт белка АН СССР на должность младшего научного сотрудника. По предложению научного руководителя академика Александра Сергеевича Спирина стал разрабатывать тему «Кристаллизация рибосом и рибосомных субчастиц Thermus thermophilus».
В 1986 году защитил диссертацию на соискание ученой степени кандидата биологических наук на Ученом совете биологического факультета Московского государственного университета по теме «Исследование поверхности рибосомы методом тритиевой бомбардировки». Далее полностью переключился на проект «Кристаллография рибосомы» и в 1990 году возглавил молодёжную лабораторию Института белка АН СССР по этой теме.
Начиная с 1986 года к проекту по кристаллографии рибосом присоединились две научные группы: лаборатория академика Бориса Константиновича Ванштейна из Института кристаллографии АН СССР и лаборатория Дино Морас (Dino Moras) из Института молекулярной и клеточной биологии (Institut de génétique, biologie moléculaire et cellulaire (I.G.B.M.C.), г. Страсбург, Франция). Проект распался в 1996 году из-за отсутствия финансовой поддержки.
В 1996 году был приглашен в Калифорнийский университет на позицию профессора-исследователя для продолжения работ по кристаллографии рибосомы.
В 2000 году при непосредственном участии М. М. Юсупова методом рентгеновской кристаллографии была установлена полноатомная структура бактериальной рибосомы. Результаты работы были опубликованы в одном из самых авторитетных научных журналов Science с изображением структуры рибосомы на обложке журнала. Данная работа была отмечена в 2001 премией Ньюкома Кливленда Американской ассоциации содействия развитию науки (The Newcomb Cleveland Prize of the American Association for the Advancement of Science (AAAS)).
С 2000 года М. М. Юсупов возглавляет лабораторию структурных исследований рибосом в Институте генетики молекулярной и клеточной биологии (I.G.B.M.C., г. Страсбург, Франция).
В 2011 году в научной группе под руководством М. М. Юсупова была установлена первая в мире структура рибосомы эукариот (высших организмов, содержащих ядро). Журнал Science вновь опубликовал результаты данных исследований с изображением структуры рибосомы эукариот на обложке журнала, а в 2012 Шведская королевская академия наук присудила премию им. Грегори Аминоффа (Gregori Aminoff Prize of Royal Swedish Academy of Sciences).
В 2010 году М. М. был избран в члены Европейской организации молекулярной биологии (EMBO) и в 2012 году в действительные члены Европейской Академии наук.
М. М. Юсупов выступал с лекциями в ведущих университетах мира таких как Кембриджский университет, Стэнфордский университет, Колумбийский университет, Йельский университет, Калифорнийский университет и другие научные центры Европы и Америки.
В 2014 году был удостоен звания Почетный доктор Казанского университета.
В 2021 году на Учёном совете химического факультета Московского государственного университета защитил диссертацию «Структура рибосом эукариот. Результаты рентгеноструктурного анализа» на соискание ученой степени доктора химических наук.

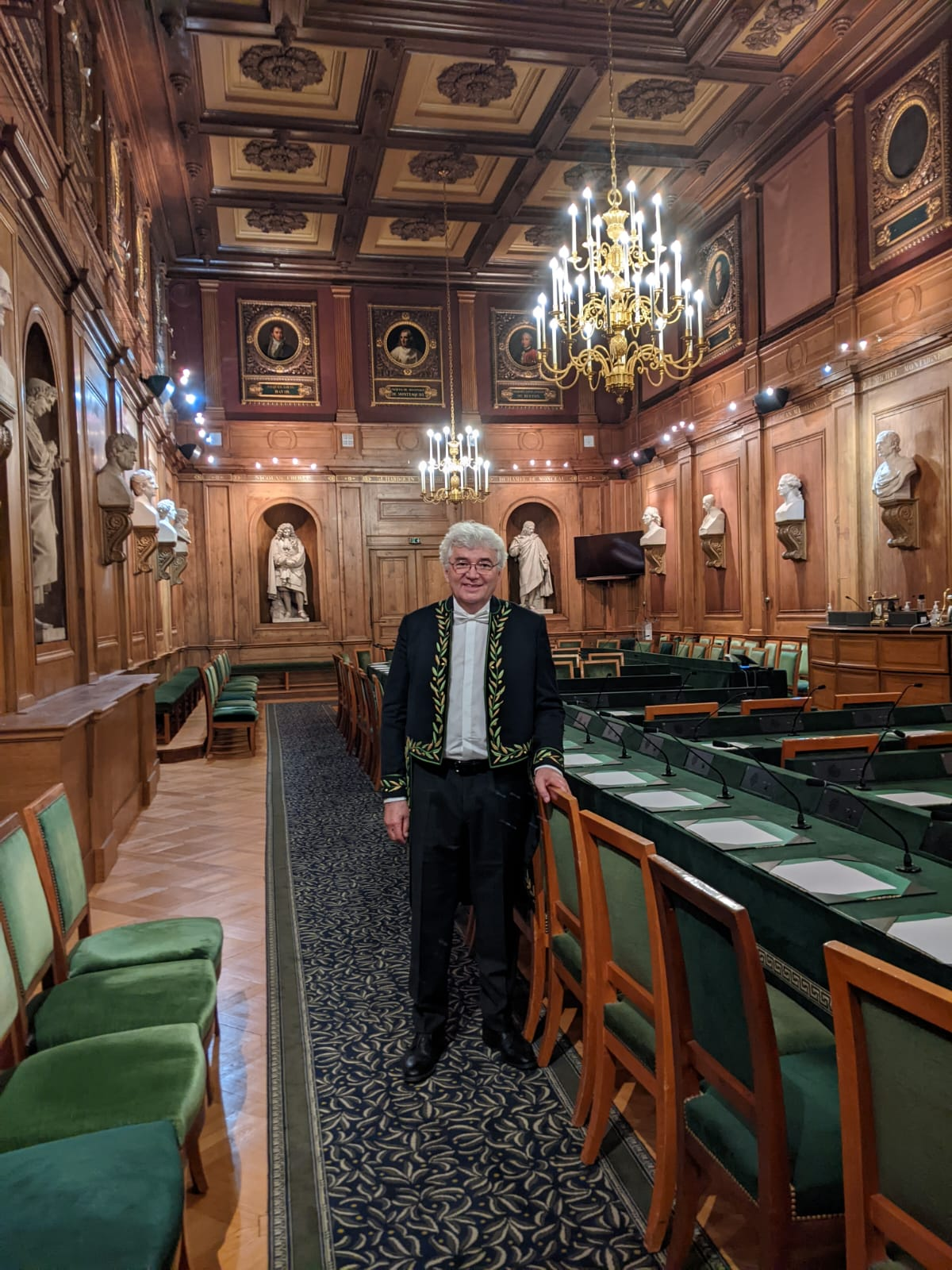
Юсупов Марат Миратович в парадной форме действительного члена французской академии наук

В декабре 2023 года был избран действительным членом Французской академии наук.
В 2024 году выиграл мегагрант конкурса на создание нового центра Интегративной структурной биологии в Национальном Исследовательском Центре "Курчатовский институт". Цель проекта — установление молекулярных основ протекания фундаментальных биохимических реакций и ключевых молекулярных механизмов, протекающих в живой клетке, для перехода к рациональному дизайну новых биологически-активных соединений на основе методов интегративной структурной биологии.

## Основные научные достижения
Ведущий учёный, доктор химических наук Марат Миратович Юсупов, внёс значительный вклад в современную молекулярную биологию. Пожалуй, самым значительным результатом его исследований является кристаллографическое решение структуры, сначала рибосомы из бактерий (низших организмов), а позже рибосомы из эукариот (высших организмов, содержащих ядро), что послужило основой для понимания молекулярного механизма биосинтеза белка в живой клетке.
М. М. Юсупов будучи аспирантом академика А. С. Спирина в Институте белка АН СССР участвовал в разработке метода тритьевой бомбардировки совместно с Институтом химической физики АН СССР и применению этого метода для исследования структуры рибосомы. Биохимические подходы, использованные и разработанные в этом проекте легли в основу последующих работ по кристаллографии рибосом.
Молодёжная лаборатория М. М. Юсупова в Институте белка АН СССР получила первые кристаллы полной рибосомы и малой рибосомной субчастицы, работая совместно с Институтом кристаллографии АН СССР. Эти предварительные результаты с последующей многолетней работой по улучшению качества и размеров кристаллов стали основой кристаллографического решения структуры рибосомных субчастиц и полной рибосомы, содержащей основные функциональные компоненты биосинтеза белка.
Плодотворная совместная работа Марата Миратовича Юсупова и Гульнары Жаппаровны Юсуповой по исследованию различных функциональных комплексов рибосомы привела не только к пониманию пространственной организации белок синтезирующего аппарата, но и к детальной расшифровке механизма декодирования. Впервые были исследованы центры связывания транспортных РНК на рибосоме и матричной РНК. Впервые был описан рибосомный центр декодирования и центр наращивания белка (пептидил-трансферазный центр), а также описан канал, по которому синтезирующийся белок выходит из рибосомы во внутриклеточное пространство. На основании этих исследований было дано объяснение процесса появления мутации в белках во время их синтеза и возможности влияния на этот процесс (например, используя антибиотики). Таким образом, был сформулирован путь для фармакологических исследований против ряда генетических болезней человека.
Начиная с 2014 года М. М. Юсупов активно сотрудничает с Казанским (Приволжским) федеральным университетом. При его участии была создана научно-исследовательская лаборатория структурной биологии в Институте фундаментальной медицины и биологии КФУ. Основной целью созданной лаборатории являются структурные исследования механизма синтеза белка у патогенного для человека микроорганизма Staphylococcus aureus (золотистый стафилококк) и обучение студентов современным методам структурной биологии. В данной лаборатории в сотрудничестве с лабораторией М. М. Юсупова в Страсбурге была решена первая структура рибосомы стафилококка. Исследованы два различных механизма структурной реорганизации рибосом в стрессовых условиях: стресс-фактор зависимая диссоциация рибосомы на субчастицы и стресс-фактор зависимая димеризация рибосомы. Знания этих процессов помогают найти и понять защитные механизмы патогенных организмов для разработки новых антистафилококковых препаратов.
В 2021 году под научным руководством М. М. Юсупова была открыта молодёжная лаборатория Структурного анализа биомакромолекул в ФИЦ «Казанский научный центр РАН».
В последние годы областью научных интересов М. М. Юсупова стало изучение белок-синтезирующего аппарата клетки высших организмов. Совместно с лабораторией Г. Ж. Юсуповой в I.G.B.M.C. был детально исследован механизм транслокации на рибосоме, как основной механический процесс синтеза белка, который включает в себя пошаговое перемещение в рибосоме комплекса транспортных РНК и матричной РНК.

## Награды
- The Newcomb Cleveland Prize of the American Association for the Advancement of Science (AAAS) (2001)
- Human Frontier Science Program grant (2006, 2012)
- Grand Prix Emile Jungfleisch of French Academy of Sciences (2011)
- Gregori Aminoff Prize of Royal Swedish Academy of Sciences (2012)
- European Research Council grant (2012)
- Silver Medal CNRS (2012)
- Почетный доктор Казанского университета (2014)